# KFMR Krukowiak
Kujawska Fabryka Maszyn Rolniczych „Krukowiak” – polski producent maszyn rolniczych i sadowniczych. Pierwszą siedzibą było gospodarstwo rolne założyciela w Redczu Krukowym, gdzie obecnie funkcjonuje założone przez Janusza Borkowskiego prywatne Muzeum Techniki Rolniczej i Gospodarstwa Wiejskiego. Obecnie siedziba firmy znajduje się w budynkach po dawnym POM w Brześciu Kujawskim. Firma założona przez Janusza Borkowskiego, długoletniego prezesa i właściciela firmy. Krukowiak jest jednym z największych producentów opryskiwaczy w kraju, a jego produkty obecne są także na wielu rynkach zagranicznych, m.in. niemieckim, węgierskim, czeskim, słowackim, duńskim, belgijskim, litewskim, ukraińskim, a także rosyjskim, białoruskim.
Sztandarowymi produktami firmy są opryskiwacze zarówno ciągnikowe (zawieszane, przyczepiane i sadownicze) jak i samojezdne.
Oprócz tego przedsiębiorstwo oferuje:
- maszyny do sadzenia, zbioru cebuli
- maszyny do zbioru ziemniaków
- sadzarki do rozsad
- czyszczarki i sortowniki
- kosiarki sadownicze i rozdrabniacze gałęzi
- maszyny uprawowe (pługi, głębosze, agregaty uprawowo-siewne)

Firma jest członkiem Polskiej Izby Gospodarczej Maszyn i Urządzeń Rolniczych, Stowarzyszenia Eksporterów Polskich oraz kilku organizacji branżowych.
W roku 2013 nastąpiła zmiana w strukturze własnościowej firmy, w związku z którą nastąpiła zmiana na stanowisku prezesa. Obecnie jest nim syn założyciela firmy Seweryn Borkowski.
W 2016 roku został przejęty POM Ltd Brodnica – producent maszyn uprawowych i siewnych. Od tej pory KFMR Krukowiak i POM Brodnica tworzą nieformalną Grupę Krukowiak.